# 김윤태 (농구 선수)
김윤태(1990년 3월 17일 ~ )는 한국프로농구 수원 KT 소닉붐 소속 농구 선수이다.

## 선수 경력
2012-2013 시즌 신인드래프트에서 1라운드 8순위로 안양 KGC인삼공사의 지명을 받았다. 2015-2016 시즌 종료후 상무 농구단에 입대하여 군 복무를 마치고 팀에 복귀하였다. 가드가 많은터라 기회가 많이 없었다. 2018-2019 시즌에는 가드난에 시달리면서 주전 가드로 경기에 나서고 있다. 그러던 중 2018년 11월 26일에 한희원과 함께 박지훈을 상대로 부산 kt 소닉붐으로 트레이드되었다.

## 출신 학교
- 삼산초등학교
- 인천안남중학교
- 제물포고등학교
- 동국대학교